# Гарбор-Грейс
Гарбор-Грейс (англ. Harbour Grace) — містечко в Канаді, у провінції Ньюфаундленд і Лабрадор.

## Населення
За даними перепису 2016 року, містечко нараховувало 2995 осіб, показавши скорочення на 4,3%, порівняно з 2011-м роком. Середня густина населення становила 88,8 осіб/км².
З офіційних мов обидвома одночасно володіли 65 жителів, тільки англійською — 2 930. Усього 15 осіб вважали рідною мовою не одну з офіційних.
Працездатне населення становило 48,9% усього населення, рівень безробіття — 15,7% (21,6% серед чоловіків та 9,7% серед жінок). 93,2% осіб були найманими працівниками, а 5,2% — самозайнятими.
Середній дохід на особу становив $38 670 (медіана $26 650), при цьому для чоловіків — $51 184, а для жінок $27 303 (медіани — $36 245 та $21 769 відповідно).
24,6% мешканців мали закінчену шкільну освіту, не мали закінченої шкільної освіти — 23,2%, 52,5% мали післяшкільну освіту, з яких 17,6% мали диплом бакалавра, або вищий.
| Статево-вікова структура населення | Статево-вікова структура населення | Статево-вікова структура населення | Статево-вікова структура населення | Статево-вікова структура населення |
| ---------------------------------- | ---------------------------------- | ---------------------------------- | ---------------------------------- | ---------------------------------- |
|                                    |                                    |                                    |                                    |                                    |
| Всього                             | Всього                             | 48,9%51,1%                         |                                    |                                    |
| 0 — 14 років                       | 0 — 14 років                       |                                    | 12,5%                              | 12,5%                              |
| 15 — 64 років                      | 15 — 64 років                      |                                    | 63%                                | 63%                                |
| 65 і більше                        | 65 і більше                        |                                    | 24,5%                              | 24,5%                              |
| 85 і більше                        | 85 і більше                        |                                    | 1,8%                               | 1,8%                               |
| Середній вік (років)               | Середній вік (років)               | 46,447,5                           | 47,0                               | 47,0                               |
| Медіана (років)                    | Медіана (років)                    | 50,651,5                           | 51,2                               | 51,2                               |
| — чоловіки — жінки                 |                                    |                                    |                                    |                                    |

| Походження мешканців:     | Походження мешканців:     | Походження мешканців: | Походження мешканців: | Походження мешканців: |
| ------------------------- | ------------------------- | --------------------- | --------------------- | --------------------- |
| Походження                |                           |                       | осіб                  | %                     |
| Корінні американці        | Корінні американці        |                       | 75                    | 2.5%                  |
| Інше північноамериканське | Інше північноамериканське |                       | 1 855                 | 61.94%                |
| Європейське               | Європейське               |                       | 1 535                 | 51.25%                |
| британське                | британське                |                       | 1 460                 | 48.75%                |
| французьке                | французьке                |                       | 50                    | 1.67%                 |
| Карибське                 | Карибське                 |                       | 10                    | 0.33%                 |
| Африканське               | Африканське               |                       | 15                    | 0.5%                  |
| Азійське                  | Азійське                  |                       | 10                    | 0.33%                 |

| Зайнятість населення за галузями (за класифікацією NOC): | Зайнятість населення за галузями (за класифікацією NOC): | Зайнятість населення за галузями (за класифікацією NOC): | Зайнятість населення за галузями (за класифікацією NOC): | Зайнятість населення за галузями (за класифікацією NOC): |
| -------------------------------------------------------- | -------------------------------------------------------- | -------------------------------------------------------- | -------------------------------------------------------- | -------------------------------------------------------- |
|                                                          |                                                          |                                                          |                                                          |                                                          |
| Управління                                               | Управління                                               |                                                          | 7,8%                                                     | 7,8%                                                     |
| Бізнес, фінанси та адміністрування                       | Бізнес, фінанси та адміністрування                       |                                                          | 9,8%                                                     | 9,8%                                                     |
| Природничі та прикладні науки                            | Природничі та прикладні науки                            |                                                          | 5,7%                                                     | 5,7%                                                     |
| Охорона здоров'я                                         | Охорона здоров'я                                         |                                                          | 6,9%                                                     | 6,9%                                                     |
| Освіта, правозахист, муніципальні та урядові служби      | Освіта, правозахист, муніципальні та урядові служби      |                                                          | 11%                                                      | 11%                                                      |
| Мистецтво, культура, відпочинок та спорт                 | Мистецтво, культура, відпочинок та спорт                 |                                                          | 1,2%                                                     | 1,2%                                                     |
| Роздрібна торгівля та послуги                            | Роздрібна торгівля та послуги                            |                                                          | 23,3%                                                    | 23,3%                                                    |
| Гуртова торгівля, транспорт та обладнання                | Гуртова торгівля, транспорт та обладнання                |                                                          | 22,4%                                                    | 22,4%                                                    |
| Природні ресурси, сільське господарство                  | Природні ресурси, сільське господарство                  |                                                          | 5,3%                                                     | 5,3%                                                     |
| Виробництво                                              | Виробництво                                              |                                                          | 6,5%                                                     | 6,5%                                                     |

## Клімат
Середня річна температура становить 5,2°C, середня максимальна – 19,5°C, а середня мінімальна – -9,6°C. Середня річна кількість опадів – 1 338 мм.
| Клімат поселення                              | Клімат поселення | Клімат поселення | Клімат поселення | Клімат поселення | Клімат поселення | Клімат поселення | Клімат поселення | Клімат поселення | Клімат поселення | Клімат поселення | Клімат поселення | Клімат поселення | Клімат поселення |
| Показник                                      | Січ.             | Лют.             | Бер.             | Квіт.            | Трав.            | Черв.            | Лип.             | Серп.            | Вер.             | Жовт.            | Лист.            | Груд.            |                  |
| Середній максимум, °C                         | 0,47             | −0,07            | 2,70             | 6,86             | 11,15            | 15,36            | 18,49            | 19,54            | 15,36            | 10,79            | 6,51             | 1,99             |                  |
| Середня температура, °C                       | −4,29            | −4,84            | −2,05            | 2,10             | 6,38             | 10,60            | 15,40            | 16,45            | 12,27            | 7,69             | 3,42             | −1,11            |                  |
| Середній мінімум, °C                          | −9,05            | −9,6             | −6,81            | −2,66            | 1,62             | 5,83             | 12,30            | 13,36            | 9,17             | 4,60             | 0,33             | −4,21            |                  |
| Норма опадів, мм                              | 123              | 116              | 107              | 98               | 92               | 104              | 93               | 90               | 128              | 143              | 123              | 121              |                  |
| Середньомісячна швидкість вітру, м/с          | 7.86             | 7.31             | 6.92             | 6.33             | 5.67             | 5.30             | 5.15             | 5.19             | 5.77             | 6.52             | 7.06             | 7.71             |                  |
| Середньомісячна сонячна радіація, кДж/м²·день | 3949             | 6762             | 10607            | 14026            | 17018            | 19128            | 19140            | 16066            | 12065            | 7159             | 4117             | 3058             |                  |
| --------------------------------------------- | ---------------- | ---------------- | ---------------- | ---------------- | ---------------- | ---------------- | ---------------- | ---------------- | ---------------- | ---------------- | ---------------- | ---------------- | ---------------- |
| Джерело:                                      |                  |                  |                  |                  |                  |                  |                  |                  |                  |                  |                  |                  |                  |